# Геннінґ Гольст
Геннінґ Гольст (дан. Henning Holst, 25 жовтня 1891 — 20 березня 1975) — данський хокеїст на траві.
Срібний призер Олімпійських Ігор 1920 року.